# David Bardens
Pour les articles homonymes, voir Bardens.
 (avril 2018).
Améliorez-le ou discutez des points à vérifier. 
David Bardens, né le 27 avril 1984 à Hombourg, est un médecin allemand. Au printemps 2015, un tribunal de Ravensbourg lui accordait en première instance les 100 000 euros, que le biologiste Stefan Lanka avait promis pour la preuve scientifique de l'existence du virus de la rougeole.

## Biographie
Après le service civil, Bardens suit une formation paramédicale d'urgence (Rettungsassistent) à Mayence. Il achève ses études de médecine générale par une dissertation au sujet de l'hystérectomie par cœlioscopie. Pendant ses études, il travaille comme enseignant dans une école de sages-femmes et en tant que spécialiste de perfusion pour une fondation de transplantation d'organes. Après sa promotion, il exerce brièvement comme médecin à la clinique obstétrique de l'université de la Sarre à Hombourg avant de partir pour la Suède, où il s'installe comme médecin généraliste libéral.
Il est le petit-fils de l'ancien élu au Bundestag (SPD) Dr med. Hans Bardens (de).

## Procès contre Stefan Lanka
En novembre 2011, le docteur en biologie et opposant à la vaccination Stefan Lanka promettait la somme de 100 000 euros à qui prouverait l'existence du virus de la rougeole et en déterminerait le diamètre de façon scientifique. Lanka soutient la thèse scientifiquement non reconnue, que la rougeole est causée par une combinaison de facteurs psychosomatiques et d'empoisonnement. Bardens, qui était encore étudiant à l'époque, se faisait confirmer le sérieux de l'offre par écrit le 30 janvier 2012. Dans la bibliothèque de son université, il sélectionnait six articles de revues scientifiques pour établir les faits requis et les envoyait par courrier recommandé à Lanka, accompagnés par la demande de bien vouloir verser la somme promise sur son compte. Ce dernier refusait et Bardens portait plainte pour non-paiement au tribunal de Ravensbourg.
Ce « procès de la rougeole » (Masernprozess) eut de larges retentissements médiatiques bien au-delà de l'Allemagne. Lanka soutenait que les images dans les articles scientifiques invoqués représentaient non pas le virus de la rougeole, mais d'autres virus. Il aurait également exigé que la preuve soit faite par des publications de l'Institut Robert-Koch et refuse donc catégoriquement le paiement de la récompense,. Le tribunal demandait une expertise au directeur de l'Institut für Medizinische Mikrobiologie, Virologie und Hygiene à l'université de Rostock, le professeur Andreas Podbielski. Il devait déterminer si les publications citées par Bardens correspondaient aux standards scientifiques actuels et si elles apportaient bien la preuve demandée. Il est remarquable que Lanka employait les mêmes techniques dans sa propre dissertation que les articles cités. Dans sa décision du 12 mars 2015, suivant les conclusions de l'expertise, le tribunal accordait les 100 000 euros à Bardens. Par le même jugement, Lanka est également condamné au remboursement des frais légaux engagés par Bardens pour obtenir une décision en référé interdisant les propos diffamatoires à l'encontre de ce dernier, tenus sur le site web de Lanka,,. Lanka déclarait sa ferme volonté de faire appel de cette décision,. Bardens regrette de ne plus pouvoir parler en public en Allemagne sans protection rapprochée depuis le procès, à cause de menaces contre son intégrité physique proférées par des opposants militants à la vaccination.

## Publications
- Inhibition of hemoxygenase-1 improves survival after liver resection in jaundiced rats. Epub 2009.
- Co-auteur, "Five minutes of extended assisted ventilation with an open umbilical trocar valve significantly reduces postoperative abdominal and shoulder pain in patients undergoing laparoscopic hysterectom". Eur J Obstet Gynecol Reprod Biol. 2013 Nov;171(1):122-7. DOI 10.1016/j.ejogrb.2013.08.014. PMID 23998556.
- Co-auteur, "The impact of the body mass index (BMI) on laparoscopic hysterectomy for benign disease" Arch Gynecol Obstet. 2014 Apr;289(4):803-7. DOI 10.1007/s00404-013-3050-2. PMID 24113992.
- Co-auteur, "Comparison of Total and Supracervical Laparoscopic Hysterectomy for Benign Disease in a Collective of 200 Patients", Journal of Gynecologic Surgery. Oktober 2012, 28(5): 333-337. DOI 10.1089/gyn.2012.0016.